# Station Kamiennica Elbląska
Station Kamiennica Elbląska was een spoorwegstation in de Poolse plaats Kamienica Elbląska.